# Dinar bareinita
O dinar bareinita, baremita, baremense, baremês ou barenita  (em árabe: دينار, transl. Dīnār Baḥrēnī) é a moeda corrente oficial do Barém. Está dividido em 1000 fils (فلس). O nome dinar é deriva do denário romano.
O dinar do Barém é abreviado como د.ب (árabe) ou BD (latim). Geralmente é representado com três casas decimais denotando os fils.
Em dezembro de 2021, o dinar bareinita era a segunda unidade monetária de maior valor, com 2,65 dólares estadunidense por unidade (a unidade de maior valor é o dinar cuaitiano, com US$ 3,32).

## Taxa de câmbio
Em Dezembro de 1980, o dinar foi oficialmente indexado aos direitos de saque especiais (DSE) do FMI. Na prática, é fixado em $1 USD = 0,376 BHD, o que se traduz em aproximadamente 1 BHD = US$2,65957 e, consequentemente, pouco mais de 9,9734 riais da Arábia Saudita. Esta taxa foi oficializada em 2001 através do Decreto (48) Artigo 1, e os riais sauditas são aceites em todos os pontos de venda no Barém na proporção de 10 para 1, com exceção da nota de 500 riais sauditas que só é aceite nos principais supermercados, aeroportos e lojas eletrónicas.